# Андреев, Геннадий Дмитриевич
Генна́дий Дми́триевич Андре́ев (23 августа 1938, Шахты, РСФСР — 2008) — советский архитектор, член Союза архитекторов Украины с 1973 года.

## Биография
Родился в городе Шахты, в 1956—1959 годах учился в Новочеркасском геологоразведочном техникуме. После окончания техникума служил в Советской армии, работал техником-геологом в Средней Азии.
В 1962 году переехал в Киев, работал в тресте «Укргеология». В 1963—1969 годах учился на вечернем отделении архитектурного факультета Киевского инженерно-строительного института, получил специальность архитектор. После окончания института с 1969 года работал по специальности в проектном институте ГПИ-5 в Киеве. В 1973—1976 годах — главный специалист института «ГосавтотрансНИИпроект», с 1976 года — главный архитектор проекта института «Гипроград» в Киеве.
Умер в 2008 году.

## Творчество
В составе творческих коллективов:
- Административные и промышленные здания в Донецке, Гродно, Тернополе, Оренбурге, Кирове, Тирасполе, Киеве (1968–1970-е).
- Станция метро «Героев Днепра» (1982, Киев).
- Реконструкция здания Музыкально-драматического театра в Ровно (1982).
- Реконструкция здания Национальной оперы Украины в Киеве (1988).
- Жилые здания в Ровно, Новой Каховке, Киеве (1980–90-е).

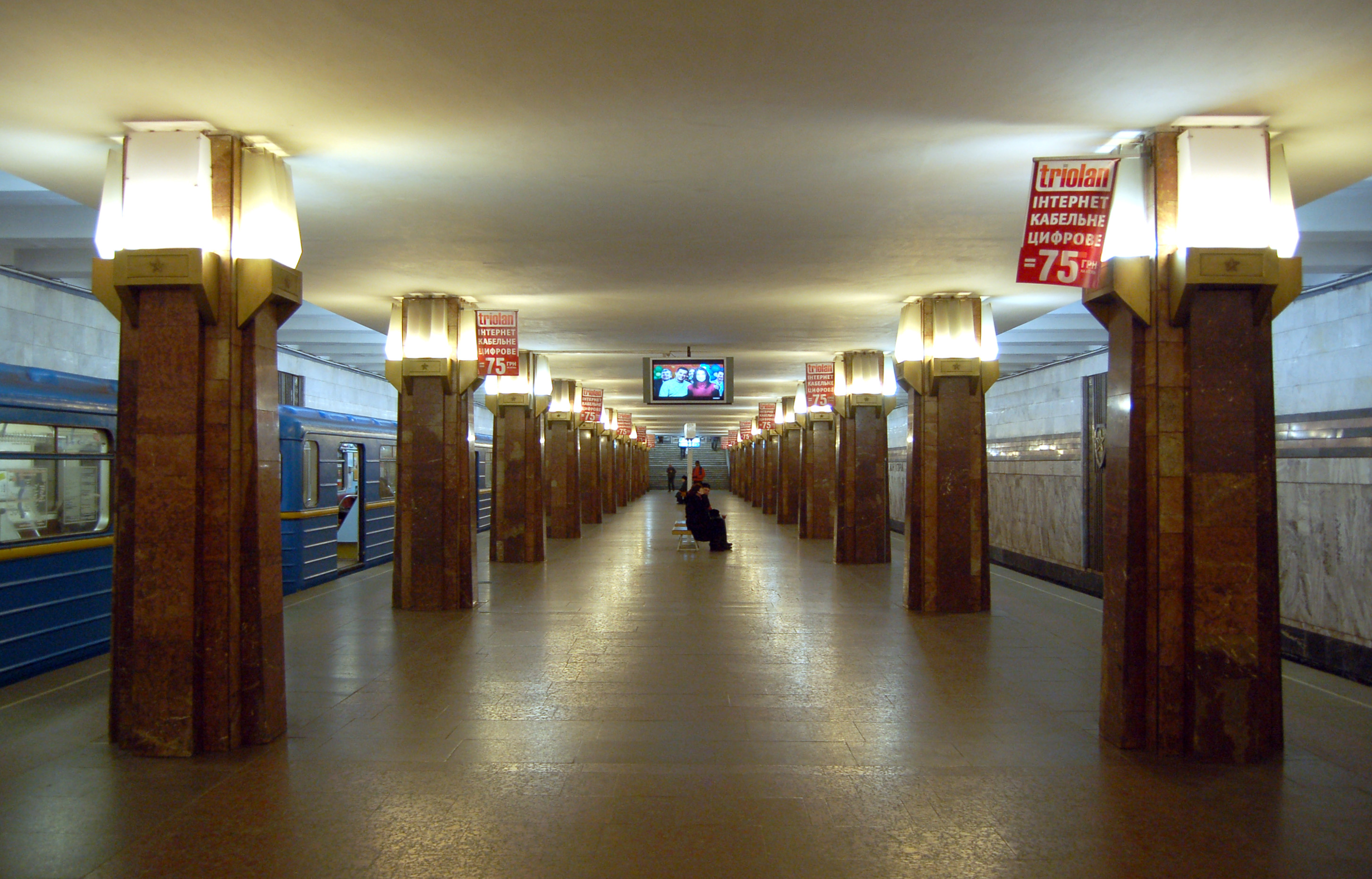
Станция метро «Героев Днепра»